# キリマンジャロ州
キリマンジャロ州（キリマンジャロしゅう、Mkoa wa Kilimanjaro）は、タンザニア北東部の州である。その名の通り州内には、アフリカ最高峰キリマンジャロ山（5,895m）を抱く。ここからパンガニ川が南西部との州境となりインド洋へと流れ出す。人口1,381,149人（2002年）、州都はキリマンジャロ山麓のモシ（Moshi）である。

## 隣接州
南部にタンガ州、南西部にマニャラ州、西部にアルーシャ州、北部から東部にかけてはケニアのカジアド (カウンティ)とタイタ＝タヴェタに接している。

## 下位行政区画
- Moshi Rural District
- Moshi District (Moshi (MC))
- Hai District
- Siha District
- Rombo District
- Mwanga District
- Same District